# Écosse-Samoa en rugby à XV
Cet article présente l'historique des confrontations entre l'équipe d'Écosse et l'équipe des Samoa en rugby à XV. Les deux équipes se sont affrontées à douze reprises, dont trois fois en Coupe du monde. Les Écossais ont remporté dix rencontres contre une seule pour les Samoans et un match nul.

## Historique
Le 23 juin 2012 pour la première fois de l'histoire entre les deux équipes les Samoa accueillent à domicile l'Écosse pour un test match qui voit les Écossais s'imposer d'un petit point (17-16).

## Les confrontations
| No | Date              | Lieu                                           | Match                       | Score   | Compétition                      |
| -- | ----------------- | ---------------------------------------------- | --------------------------- | ------- | -------------------------------- |
| 1  | 19 octobre 1991   | Murrayfield Stadium, Édimbourg — Écosse        | Écosse – Samoa occidentales | 28 – 6  | Coupe du monde (quart de finale) |
| 2  | 18 novembre 1995  | Murrayfield Stadium, Édimbourg — Écosse        | Écosse – Samoa occidentales | 15 – 15 | Test match                       |
| 3  | 20 octobre 1999   | Murrayfield Stadium, Édimbourg — Écosse        | Écosse – Samoa              | 35 – 20 | Coupe du monde (barrages)        |
| 4  | 18 novembre 2000  | Murrayfield Stadium, Édimbourg — Écosse        | Écosse – Samoa              | 31 – 8  | Test match                       |
| 5  | 4 juin 2004       | Westpac Stadium, Wellington — Nouvelle-Zélande | Samoa – Écosse              | 3 – 38  | Test match                       |
| 6  | 20 novembre 2005  | Murrayfield Stadium, Édimbourg — Écosse        | Écosse – Samoa              | 18 – 11 | Test match                       |
| 7  | 27 novembre 2010  | Pittodrie Stadium, Aberdeen — Écosse           | Écosse – Samoa              | 19 – 16 | Test match                       |
| 8  | 23 juin 2012      | Apia Park, Apia — Samoa                        | Samoa – Écosse              | 16 – 17 | Test match                       |
| 9  | 8 juin 2013       | Kings Park Stadium, Durban — Afrique du Sud    | Samoa – Écosse              | 27 – 17 | Tournoi quadrangulaire           |
| 10 | 10 octobre 2015   | St James' Park, Newcastle — Angleterre         | Samoa – Écosse              | 33 – 36 | Coupe du monde (poule B)         |
| 11 | 11 novembre 2017  | Murrayfield Stadium, Édimbourg — Écosse        | Écosse – Samoa              | 44 – 38 | Test match                       |
| 12 | 30 septembre 2019 | Stade du parc Misaki, Kobe — Japon             | Écosse – Samoa              | 34 – 0  | Coupe du monde (poule A)         |